# Чикамога (Џорџија)
Чикамога (енгл. Chickamauga) град је у америчкој савезној држави Џорџија. По попису становништва из 2010. у њему је живело 3.101 становника.

## Демографија
Према попису становништва из 2010. у граду је живело 3.101 становника, што је 856 (38,1%) становника више него 2000. године.
| Група             | 2000.         | 2010.         |
| Белци             | 2.203 (98,1%) | 2.966 (95,6%) |
| Афроамериканци    | 13 (0,6%)     | 22 (0,7%)     |
| Азијати           | 5 (0,2%)      | 18 (0,6%)     |
| Хиспаноамериканци | 9 (0,4%)      | 35 (1,1%)     |
| Укупно            | 2.245         | 3.101         |